# Selección femenina de fútbol sub-17 de Botsuana
La selección femenina de fútbol sub-17 de Botsuana es el equipo representativo de dicho país en las competiciones oficiales. Su organización está a cargo de la Asociación de Fútbol de Botsuana, miembro de la CAF y la FIFA.

## Estadísticas

### Copa Mundial de Fútbol Femenino Sub-17
| Año                    | Fase            | Posición        | PJ              | PG              | PE              | PP              | GF              | GC              |
| ---------------------- | --------------- | --------------- | --------------- | --------------- | --------------- | --------------- | --------------- | --------------- |
| Nueva Zelanda 2008     | No se clasificó | No se clasificó | No se clasificó | No se clasificó | No se clasificó | No se clasificó | No se clasificó | No se clasificó |
| Trinidad y Tobago 2010 | No se clasificó | No se clasificó | No se clasificó | No se clasificó | No se clasificó | No se clasificó | No se clasificó | No se clasificó |
| Azerbaiyán 2012        | No se clasificó | No se clasificó | No se clasificó | No se clasificó | No se clasificó | No se clasificó | No se clasificó | No se clasificó |
| Costa Rica 2014        | No se clasificó | No se clasificó | No se clasificó | No se clasificó | No se clasificó | No se clasificó | No se clasificó | No se clasificó |
| Jordania 2016          | No se clasificó | No se clasificó | No se clasificó | No se clasificó | No se clasificó | No se clasificó | No se clasificó | No se clasificó |
| Uruguay 2018           | No se clasificó | No se clasificó | No se clasificó | No se clasificó | No se clasificó | No se clasificó | No se clasificó | No se clasificó |
| 2020                   | Por definir     | Por definir     | Por definir     | Por definir     | Por definir     | Por definir     | Por definir     | Por definir     |

### Campeonato femenino sub-17 de la CAF
| Año  | Fase             | Posición  | PJ        | PG        | PE        | PP        | GF        | GC        |
| ---- | ---------------- | --------- | --------- | --------- | --------- | --------- | --------- | --------- |
| 2008 | Se retiró        | Se retiró | Se retiró | Se retiró | Se retiró | Se retiró | Se retiró | Se retiró |
| 2010 | Primera Ronda    | -         | 2         | 0         | 0         | 2         | 1         | 22        |
| 2012 | Primera Ronda    | -         | 2         | 0         | 0         | 2         | 1         | 7         |
| 2013 | Primera Ronda    | -         | 2         | 0         | 0         | 2         | 3         | 8         |
| 2016 | Ronda Preliminar | -         | 2         | 0         | 1         | 1         | 2         | 3         |
| 2018 | Primera Ronda    | -         | 4         | 1         | 0         | 3         | 12        | 16        |

- A partir de la edición 2010 se realizan eliminatorias por zonas clasificando a la Copa Mundial de Fútbol Femenino Sub-17 los ganadores de los mismos.